# 楢崎修一郎
楢崎 修一郎（ならさき しゅういちろう、1958年 - 2019年3月21日）は、日本の人類学者。戦没者遺骨鑑定の第一人者と称された。

## 経歴
大分県生まれ。1980年代は海外で出土した古人骨（こじんこつ）の発掘調査・研究を専門としていたが、1992年に日本人兵士の遺骨収集活動への同行を依頼されたことから、戦没者の遺骨鑑定に携わるようになった。2010年、遺骨鑑定を行う厚生労働省人類学専門員に就任。2019年、遺骨収集を法的に「国の責務」と位置づけた「戦没者遺骨収集推進法」に基づき設立された日本戦没者遺骨収集推進協会の専従職員となり、700人分以上の遺骨を鑑定した。
楢崎の鑑定能力は、日本国内だけでなく現地の国から名指しで要請が来るほどで、収集団メンバーや現地住民と一緒になって穴に潜り泥だらけになる姿は周囲からの人望を集めた。「戦争の犠牲者に対して人道を尽くすことは、平和を願う者に課せられた義務」「戦没者が顧みられなくなることで二度死なせてはならない」というのがモットーだった。
2019年3月21日、北マリアナ諸島・テニアン島で死去。享年60歳。

## 学歴
- 成城大学卒業[1]（1984年）
- オレゴン大学卒業[1]（人類学部、1986年）[要出典]
- オックスフォード大学修士課程修了[1]（生物人類学科大学院、1987年）[要出典]
- ボルドー第1大学大学院中退[1]（人類学科博士課程、1989年）[要出典]
- 東京大学理学部生物学科人類学課程大学院研究生修了（1990年）[要出典]

## 職歴
- 東京動物園協会動物解説員（東京都恩賜上野動物園勤務）（1991年～1993年）[要出典]
- 群馬県立自然史博物館[1]学芸課主任学芸員（1993年～2000年）[要出典]
- （財）群馬県埋蔵文化財調査事業団[1]専門員（総括）（2000年～2009年）[要出典]
- 厚生労働省[1]社会・援護局援護企画課外事室慰霊事業人類学専門員（2010年～2019年）[要出典]
- 大妻女子大学博物館[1]（2016年～2018年）

## 著書
単著
- 『骨が語る兵士の最期』筑摩選書、2018年

共著
- 群馬考古学研究会編『東国の考古学』六一書房、2013年
- 藤田尚編『古病理学事典』同成社、2012年
- 楢崎修一郎編『白井北中道Ⅲ遺跡（2）縄文時代編』（財）群馬県埋蔵文化財調査事業団、2009年